# 威斯康星大学麦迪逊分校
威斯康辛大學麥迪遜分校（英語：University of Wisconsin–Madison，簡稱UW-Madison、Wisconsin、UW），通称威斯康星大学（英語：University of Wisconsin），是一所位于美国威斯康辛州首府麥迪遜的公立研究型大学，成立於1848年，是威斯康辛大学系统的旗艦分校，美國大學協會及十大聯盟、十大学术联盟成员和公立常春藤之一。
威斯康辛大學麥迪遜分校校園面積936英畝，現設有20個學院，在教育學、社會科學、歷史學、自然科学、電腦科學、醫學以及工程学等學術领域均享負盛名。截至2020年10月，威斯康辛大學麥迪遜分校产生了19名諾貝爾獎得主。

## 历史

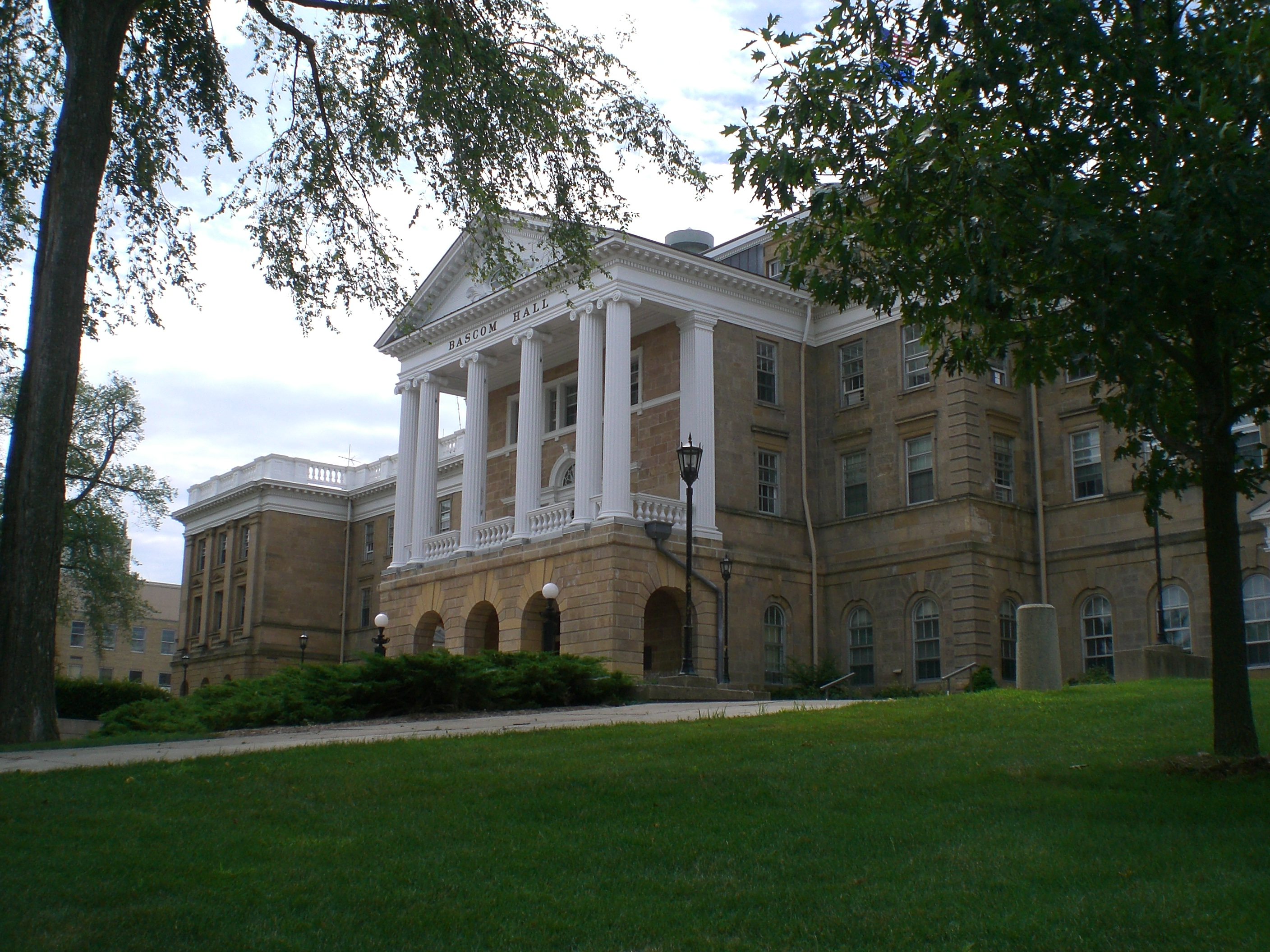
Bascom Hill

威斯康辛大學創建於1848年，當時校名為威斯康辛領地大學（University of the Territory of Wisconsin）。
威斯康辛大學麥迪遜分校的辦學精神稱為「威斯康辛理念」（Wisconsin idea），由校長范海斯（Charles Van Hise）於1904年提出：「在這所大學的影響力遍及每個家庭以前，我將永遠不會滿足。」該傳統認為，在威斯康辛大學所獲得的研究成果，應當用於解決問題，並為威州所有公民改善其健康、生活品質、環境以及農業。
威斯康辛大學麥迪遜分校是一所綜合性公立大學，隸屬於十大聯盟，2021年在校學生約4.7萬人，其中包括3.3萬名大學生及1.2萬名研究生。現任校長為Jennifer Mnookin。

## 学术

### 结构
威斯康辛大学麦迪逊分校下属20个学院。除了传统的大學部和研究生院系如商业、工程、教育、农业和文理外，它还有法学院、医学院、兽医学院和药学院。文理学院由39个系和5个职业学院组成，是大学中最大的一个学院。它承担了在生物、天文、历史、地理和社会学等广泛领域的教学和研究任务。几乎一半的大學部學生属于文理学院。

### 科研
威斯康星大学在生命科学方面世界领先，在与之配套的化学，化工等理工科学方面亦跻身世界学术界尖端。威斯康辛大学教授詹姆斯·汤姆森是第一个成功分离胚胎干细胞的科学家。

### 排名
威斯康辛大學麥迪遜分校在2022年《華爾街日報》及《泰晤士高等教育》共同發表的全美最佳大學排名第58名。在2022年QS世界大學排名獲得第83名，並在2022年泰晤士高等教育世界大學排名獲得第81名。在上海軟科教育信息諮詢公司發表的2022年世界大學學術排名中位居第33名，在國立臺灣大學發表的2022年世界大學科研論文質量評比中，則位居第50名。
根據美國新聞與世界報導，威斯康辛大学麥迪遜分校在2022年全美綜合大學排名第38名，全美法學院第43名、商學院第47名、醫學院第37名、理工學院第29名，全球大學排名第63名。

## 体育
威斯康辛大学运动队昵称（吉祥物）“獾”（Badger），是美国全国大学体育协会最高级别I-A组和十大联盟的成员。美式足球队是最受学生和居民支持的运动队，曾获得过1994年，1999年和2000年玫瑰盃冠军，2011年，2012年與2013年連續三年代表BigTen，分別與TCU和Oregon於玫瑰盃中爭奪獎盃。队中明星Ron Dayne是1999年大学美式足球最佳球员Heisman Trophy的获得者。篮球队曾於1941年獲得NCAA第一級的全美冠軍，近年来也有不俗的战绩，2000,2014年进入了大学篮球冠军赛四强，2015年于决赛中惜败杜克大学。

## 著名校友

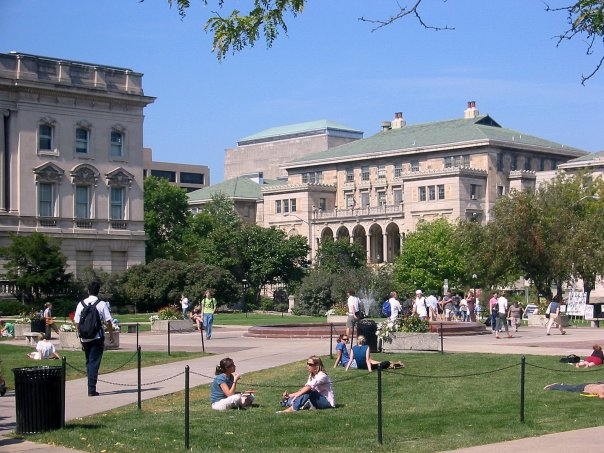
从威斯康星大学麦迪逊分校图书馆购物中心看到的纪念联盟

该大学共有25名诺贝尔奖得主和2名菲尔兹奖得主。截止2018年11月，该大学诞生的世界五百强CEO人数居于美国之冠。

### 诺贝尔奖得主
- 约瑟夫·厄尔兰格，1944年生理或医学奖
- 赫伯特·斯潘塞·加塞，1944年生理或医学奖
- 约翰·巴丁，1956年和1972年物理学奖
- 乔舒亚·莱德伯格，1958年生理或医学奖
- 愛德華·勞里·塔特姆，1958年生理或医学奖
- 尤金·维格纳，1963年物理学奖
- 哈尔·葛宾·科拉纳,1968年生理或医学奖
- 斯坦福·摩尔，1972年化学奖
- 霍华德·马丁·特明,1975年生理或医学奖
- 索尔·贝洛,1976年文学奖
- 約翰·凡扶累克，1977年物理学奖
- 西奧多·舒爾茨，1979年經濟學奖
- 厄溫·內爾，1991年生理或医学奖
- 保羅·博耶，1997年化学奖
- 古特·布洛伯爾，2000年生理或医学奖
- 傑克·基爾比，2000年物理学奖
- 艾伦·麦克迪尔米德，2000年化学奖
- 奥利弗·史密斯，2007年生理或医学奖
- 愛倫·強森-希爾利夫，2011年和平獎
- 威廉·塞西尔·坎贝尔，2015年生理或医学奖